# Cachapa
La cachapa es un plato típico a base de maíz de Venezuela. Debido a los intercambios migratorios con Venezuela, también se ha difundido en las Islas Canarias, España.
Se cocina en budare. Se pueden comprar listas y refrigeradas en supermercados o la mezcla en paquetes en forma de harina, listas para preparar añadiendo agua, leche y aceite.
En 2019, fue reconocido como Patrimonio Inmaterial de Venezuela.
Las cachapas son idénticas en su preparación o una variante de la arepa de choclo, que recibe distintas denominaciones en distintos países (arepa de chócolo, de maíz tierno o de maíz verde, chorreada, cosposa, tortilla de choclo, de maíz o de tiesto, toquera o toquete).

## Etimología

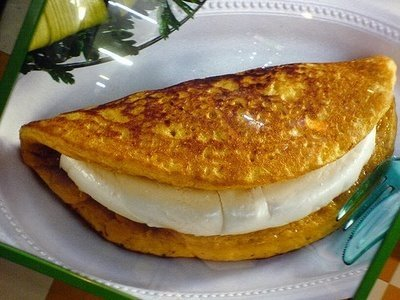
Cachapa con Queso de mano.

En el Archivo de Indias de Sevilla se encuentra un diccionario de la lengua chaima en donde registran la palabra indígena “kachapa” para designar una especie de arepa dulce preparada por los chaimas, siendo el mismo alimento actual pero sin leche y sin agregados "criollos" venezolanos, era uno de los alimentos sagrados de dicha etnia, siendo un icono de la tribu. 
También se han registrado preparaciones similares en Costa Rica desde la época de la colonia española. No se debe confundir con la cachapa de hoja, que consiste en un panecillo de maíz con forma de bollo envuelto en la hoja de la mazorca.  
La cachapa también es utilizada para aludir a las lesbianas designadas despectivamente cachaperas.

## Descripción
La cachapa es consumida en todo el país, también se conoce como cachapa de budare. Se puede encontrar en establecimientos a la orilla de carreteras o en restaurantes formales. 

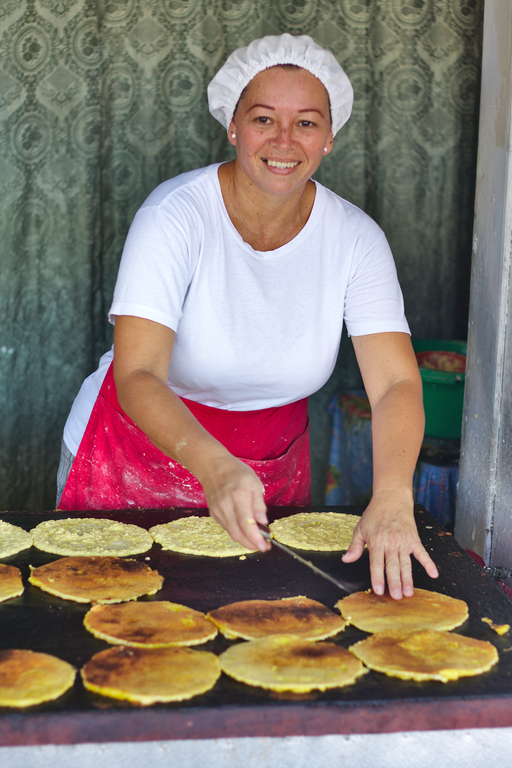
Señora vendiendo cachapas. Chichiriviche, Falcón, Venezuela

Puede venir acompañada de jamón, queso de mano, queso guayanés, queso cebú, mantequilla o margarina, carne mechada, chicharrón, cochino frito y varios ingredientes combinados. Todo ello según el gusto de cada comensal. 
La Cachapa puede variar según se prepare en la región del país. Tradicionalmente se hace de maíz amarillo que se pasa por un molino o puede ser maíz blanco que esté tierno Jojoto, Para preparar la cachapa, primero el maíz se desgrana, luego se muele y la masa molida se mezcla con la leche que sale de la molienda, pero si el maíz está un poco seco puedo usarse leche, azúcar al gusto o papelón, mantequilla al gusto y un tanto de sal.
La preparación debe quedar como una crema grumosa y espesa, para llevarla al budare.

## Platos derivados
Un plato que surge a raíz de la cachapa es el Gratén de cachapa, donde se realizan con cachapas y el gratinado con salsa bechamel, queso y mantequilla.